# Lasioglossum smilodon
Lasioglossum smilodon är en biart som beskrevs av Ebmer och Sakagami 1994. Lasioglossum smilodon ingår i släktet smalbin, och familjen vägbin. Inga underarter finns listade i Catalogue of Life.